# ディア島 (アラスカ州)
ディア島（ディアとう、英語: Deer Island）とは、アラスカ州アリューシャン列島フォックス諸島を構成する一つの島である。

## 地理
面積は151.7km2 の無人島で、多くの小川と丘陵がある島である。
島は、植物で覆われており、春には植物が芽吹き、冬には雪に覆われた美しい姿を見せる。